# Akra Bárbara Rugby Club
El Akra Bárbara Rugby Club es un equipo español de rugby de la ciudad de Alicante.  Disputa sus partidos en el Polideportivo Juan Antonio Samaranch, con capacidad para albergar a 800 espectadores y situado en la calle Paraguay, en el barrio alicantino de Gran Vía Sur.
El primer equipo sénior masculino compite en la tercera categoría nacional de rugby, la 1.ª Territorial de la Comunidad Valenciana. Su logro más reciente es militar en División de Honor B durante las temporadas 2020-21, 2021-22 y 2022-23.